# Grand Prix Formule 1 van Canada 2013
De Grand Prix Formule 1 van Canada 2013 werd gehouden op 9 juni 2013 op het Circuit Gilles Villeneuve. Het was de zevende race uit het kampioenschap.

## Wedstrijdverslag

### Achtergrond

#### DRS-systeem
Voor het DRS-systeem werden twee DRS-zones gebruikt. De eerste zone lag op het rechte stuk achter op het circuit na de hairpin, de tweede zone lag op het rechte stuk van start-finish. Het detectiepunt voor beide zones bevond zich vlak voor de hairpin, de DRS gaat alleen open als een coureur zich op het de detectiepunt binnen een seconde afstand van zijn voorganger bevindt.

### Kwalificatie
De pole position ging naar Red Bull-coureur Sebastian Vettel, die zijn derde pole van het jaar behaalde. De Mercedes van Lewis Hamilton stond naast hem op de eerste startrij. Valtteri Bottas zorgde voor een verrassing door in zijn debuutseizoen zijn Williams naar de derde plaats te sturen, nog voor de Mercedes van Nico Rosberg en de Red Bull van Mark Webber. Fernando Alonso kwalificeerde zich voor Ferrari op de zesde plaats, vlak voor de Toro Rosso van Jean-Éric Vergne die met een zevende plaats zijn beste kwalificatie ooit reed. Adrian Sutil kwalificeerde zijn Force India op de achtste plaats. De top 10 werd afgesloten door de Lotus van Kimi Räikkönen en de Toro Rosso van Daniel Ricciardo.
Felipe Massa zorgde met zijn Ferrari voor de enige rode vlag van de kwalificatie. 2 minuten voor het einde van Q2 crashte hij zijwaarts in de bandenstapel van bocht 3. Het was de derde keer in twee weken dat Massa betrokken was bij een eenzijdige crash. Als resultaat hiervan stonden auto's drie rijen dik te wachten aan het eind van de pitstraat totdat de baan weer vrij was. Räikkönen en Ricciardo zijn hiervoor bestraft omdat zij volgens de wedstrijdleiding zich niet goed hadden opgesteld. Beide coureurs werden twee plaatsen teruggezet in de startopstelling en starten hierdoor vanaf de tiende en elfde positie.
Ook Lotus-coureur Romain Grosjean kreeg nog een straf ten gevolge van een fout in de vorige race, de Grand Prix Formule 1 van Monaco 2013. Bij het uitkomen van de tunnel miste hij zijn rempunt en reed daardoor achter op de auto van Daniel Ricciardo. Grosjean wordt als straf voor het veroorzaken van dit ongeval tien plaatsen teruggezet op de startgrid.

### Race
Na het behalen van de pole position won Sebastian Vettel ook de race, hij boekte hiermee zijn derde overwinning van het seizoen. Fernando Alonso werd tweede door in de slotfase Lewis Hamilton in te halen. Hamilton finishte hierdoor als derde voor Mark Webber en Nico Rosberg op de vierde en vijfde plaats, de laatsten die in dezelfde ronde als Vettel eindigden. Jean-Éric Vergne behaalde met een zesde plaats zijn beste resultaat ooit in een Formule 1-race. Paul di Resta wist dankzij een goede strategie als zevende te eindigen na slechts als zeventiende gestart te zijn. Felipe Massa werd na een inhaalrace vanaf de zestiende plaats achtste. Kimi Räikkönen eindigde als negende, waardoor hij voor de 24e race op een rij in de punten finisht, een evenaring van het record van Michael Schumacher. Het laatste punt ging naar Adrian Sutil, die tijdens de race bestraft werd met een drive-through penalty voor het negeren van blauwe vlaggen.
Giedo van der Garde hield aan het weekend een straf van vijf plaatsen voor de volgende race over. Na een aanrijding in de 44e ronde met Nico Hülkenberg werd de Caterham coureur beschuldigd van het negeren van blauwe vlaggen. Eerder in de race kreeg van der Garde ook al een straf, een 10 seconden stop and go penalty na het  aantikken van Mark Webber toen die hem op een ronde zette.
Na afloop van de Grand Prix werd het tragische nieuws bekend dat een van de marshals is overleden. De Mexicaan Esteban Gutierrez was in de banden beland in de eerste bocht. Bij het verwijderen van de auto werd de marshal door een van de kranen overreden, hij is later in het ziekenhuis aan zijn verwondingen bezweken.

## Vrije trainingen
- Er wordt enkel de top 5 weergegeven.

| Vrije training 1 | Pos | No | Coureur          | Constructeur            | Tijd     |
| ---------------- | --- | -- | ---------------- | ----------------------- | -------- |
| Vrije training 1 | 1   | 14 | Paul di Resta    | Force India-Mercedes    | 1:21.020 |
| Vrije training 1 | 2   | 5  | Jenson Button    | McLaren-Mercedes        | 1:21.108 |
| Vrije training 1 | 3   | 8  | Romain Grosjean  | Lotus-Renault           | 1:21.258 |
| Vrije training 1 | 4   | 3  | Fernando Alonso  | Ferrari                 | 1:21.308 |
| Vrije training 1 | 5   | 7  | Kimi Räikkönen   | Lotus-Renault           | 1:21.608 |
| Vrije training 2 | Pos | No | Coureur          | Constructeur            | Tijd     |
| Vrije training 2 | 1   | 3  | Fernando Alonso  | Ferrari                 | 1:14.818 |
| Vrije training 2 | 2   | 10 | Lewis Hamilton   | Mercedes                | 1:14.830 |
| Vrije training 2 | 3   | 8  | Romain Grosjean  | Lotus-Renault           | 1:15.083 |
| Vrije training 2 | 4   | 2  | Mark Webber      | Red Bull Racing-Renault | 1:15.212 |
| Vrije training 2 | 5   | 9  | Nico Rosberg     | Mercedes                | 1:15.249 |
| Vrije training 3 | Pos | No | Coureur          | Constructeur            | Tijd     |
| Vrije training 3 | 1   | 2  | Mark Webber      | Red Bull Racing-Renault | 1:17.895 |
| Vrije training 3 | 2   | 15 | Adrian Sutil     | Force India-Mercedes    | 1:18.248 |
| Vrije training 3 | 3   | 10 | Lewis Hamilton   | Mercedes                | 1:18.732 |
| Vrije training 3 | 4   | 3  | Fernando Alonso  | Ferrari                 | 1:18.977 |
| Vrije training 3 | 5   | 1  | Sebastian Vettel | Red Bull Racing-Renault | 1:19.131 |

Testcoureurs:
- Alexander Rossi (Caterham-Renault; P20)

## Kwalificatie
| Pos                 | No | Coureur             | Constructeur            | Q1       | Q2       | Q3       | Grid |
| ------------------- | -- | ------------------- | ----------------------- | -------- | -------- | -------- | ---- |
| 1                   | 1  | Sebastian Vettel    | Red Bull Racing-Renault | 1:22.318 | 1:28.166 | 1:25.425 | 1    |
| 2                   | 10 | Lewis Hamilton      | Mercedes                | 1:23.801 | 1:27.649 | 1:25.512 | 2    |
| 3                   | 17 | Valtteri Bottas     | Williams-Renault        | 1:23.446 | 1:28.419 | 1:25.897 | 3    |
| 4                   | 9  | Nico Rosberg        | Mercedes                | 1:23.840 | 1:28.420 | 1:26.008 | 4    |
| 5                   | 2  | Mark Webber         | Red Bull Racing-Renault | 1:23.247 | 1:28.145 | 1:26.208 | 5    |
| 6                   | 3  | Fernando Alonso     | Ferrari                 | 1:23.224 | 1:28.788 | 1:26.504 | 6    |
| 7                   | 18 | Jean-Éric Vergne    | STR-Ferrari             | 1:24.159 | 1:28.527 | 1:26.543 | 7    |
| 8                   | 15 | Adrian Sutil        | Force India-Mercedes    | 1:24.551 | 1:28.799 | 1:27.348 | 8    |
| 9                   | 7  | Kimi Räikkönen      | Lotus-Renault           | 1:24.451 | 1:28.667 | 1:27.432 | 10   |
| 10                  | 19 | Daniel Ricciardo    | STR-Ferrari             | 1:24.770 | 1:29.359 | 1:27.946 | 11   |
| 11                  | 11 | Nico Hülkenberg     | Sauber-Ferrari          | 1:23.899 | 1:29.435 |          | 9    |
| 12                  | 6  | Sergio Pérez        | McLaren-Mercedes        | 1:24.176 | 1:29.761 |          | 12   |
| 13                  | 16 | Pastor Maldonado    | Williams-Renault        | 1:24.776 | 1:29.917 |          | 13   |
| 14                  | 5  | Jenson Button       | McLaren-Mercedes        | 1:24.021 | 1:30.068 |          | 14   |
| 15                  | 12 | Esteban Gutiérrez   | Sauber-Ferrari          | 1:24.408 | 1:30.315 |          | 15   |
| 16                  | 4  | Felipe Massa        | Ferrari                 | 1:23.735 | 1:30.354 |          | 16   |
| 17                  | 14 | Paul di Resta       | Force India-Mercedes    | 1:24.908 |          |          | 17   |
| 18                  | 20 | Charles Pic         | Caterham-Renault        | 1:25.626 |          |          | 18   |
| 19                  | 8  | Romain Grosjean     | Lotus-Renault           | 1:25.716 |          |          | 22   |
| 20                  | 22 | Jules Bianchi       | Marussia-Cosworth       | 1:26.508 |          |          | 19   |
| 21                  | 23 | Max Chilton         | Marussia-Cosworth       | 1:27.062 |          |          | 20   |
| 22                  | 21 | Giedo van der Garde | Caterham-Renault        | 1:27.110 |          |          | 21   |
| 107% tijd: 1:28.080 |    |                     |                         |          |          |          |      |

## Race
| Pos | No | Coureur             | Constructeur            | Rondes | Tijd/Oorzaak uitval | Grid | Punten |
| --- | -- | ------------------- | ----------------------- | ------ | ------------------- | ---- | ------ |
| 1   | 1  | Sebastian Vettel    | Red Bull Racing-Renault | 70     | 1:32:09.143         | 1    | 25     |
| 2   | 3  | Fernando Alonso     | Ferrari                 | 70     | +14.408             | 6    | 18     |
| 3   | 10 | Lewis Hamilton      | Mercedes                | 70     | +15.942             | 2    | 15     |
| 4   | 2  | Mark Webber         | Red Bull Racing-Renault | 70     | +25.731             | 5    | 12     |
| 5   | 9  | Nico Rosberg        | Mercedes                | 70     | +1:09.725           | 4    | 10     |
| 6   | 18 | Jean-Éric Vergne    | STR-Ferrari             | 69     | +1 ronde            | 7    | 8      |
| 7   | 14 | Paul di Resta       | Force India-Mercedes    | 69     | +1 ronde            | 17   | 6      |
| 8   | 4  | Felipe Massa        | Ferrari                 | 69     | +1 ronde            | 16   | 4      |
| 9   | 7  | Kimi Räikkönen      | Lotus-Renault           | 69     | +1 ronde            | 10   | 2      |
| 10  | 15 | Adrian Sutil        | Force India-Mercedes    | 69     | +1 ronde            | 8    | 1      |
| 11  | 6  | Sergio Pérez        | McLaren-Mercedes        | 69     | +1 ronde            | 12   |        |
| 12  | 5  | Jenson Button       | McLaren-Mercedes        | 69     | +1 ronde            | 14   |        |
| 13  | 8  | Romain Grosjean     | Lotus-Renault           | 69     | +1 ronde            | 22   |        |
| 14  | 17 | Valtteri Bottas     | Williams-Renault        | 69     | +1 ronde            | 3    |        |
| 15  | 19 | Daniel Ricciardo    | STR-Ferrari             | 68     | +2 ronden           | 11   |        |
| 16  | 16 | Pastor Maldonado    | Williams-Renault        | 68     | +2 ronden           | 13   |        |
| 17  | 22 | Jules Bianchi       | Marussia-Cosworth       | 68     | +2 ronden           | 19   |        |
| 18  | 20 | Charles Pic         | Caterham-Renault        | 67     | +3 ronden           | 18   |        |
| 19  | 23 | Max Chilton         | Marussia-Cosworth       | 67     | +3 ronden           | 20   |        |
| 20  | 12 | Esteban Gutiérrez   | Sauber-Ferrari          | 63     | Ongeval             | 15   |        |
| DNF | 11 | Nico Hülkenberg     | Sauber-Ferrari          | 45     | Schade ongeval      | 9    |        |
| DNF | 21 | Giedo van der Garde | Caterham-Renault        | 43     | Ongeval             | 21   |        |

## Standen na de Grand Prix
- Er wordt enkel de top 5 weergegeven.

| Positie | Nummer | Rijder           | Team                    | Punten |
| ------- | ------ | ---------------- | ----------------------- | ------ |
| 1 ()    | 1      | Sebastian Vettel | Red Bull Racing-Renault | 132    |
| 2 (1)   | 3      | Fernando Alonso  | Ferrari                 | 96     |
| 3 (1)   | 7      | Kimi Räikkönen   | Lotus-Renault           | 88     |
| 4 ()    | 10     | Lewis Hamilton   | Mercedes                | 77     |
| 5 ()    | 2      | Mark Webber      | Red Bull Racing-Renault | 69     |

| Positie | Nummers | Team                    | Rijders                        | Punten |
| ------- | ------- | ----------------------- | ------------------------------ | ------ |
| 1 ()    | 1 2     | Red Bull Racing-Renault | Sebastian Vettel Mark Webber   | 201    |
| 2 ()    | 3 4     | Ferrari                 | Fernando Alonso Felipe Massa   | 145    |
| 3 (1)   | 9 10    | Mercedes                | Nico Rosberg Lewis Hamilton    | 134    |
| 4 (1)   | 7 8     | Lotus-Renault           | Kimi Räikkönen Romain Grosjean | 114    |
| 5 ()    | 14 15   | Force India-Mercedes    | Paul di Resta Adrian Sutil     | 51     |